# The Lawful Cheater
Pour plus de détails, voir Fiche technique et Distribution.
The Lawful Cheater est un film américain réalisé par Frank O'Connor, sorti en 1925.

## Synopsis
Une jeune femme va ramener sur le droit chemin des membres d'un gang de voyous... 

## Fiche technique
- Titre : The Lawful Cheater
- Réalisation : Frank O'Connor
- Scénario : Frank O'Connor et Adele Buffington
- Pays d'origine : États-Unis
- Format : Noir et blanc - 1,33:1 - Film muet
- Genre : drame
- Date de sortie : 1925

## Distribution
- Clara Bow : Molly Burns
- David Kirby : Rooney
- Raymond McKee : Richard Steele
- Edward Hearn : Roy Burns
- George Cooper : Johnny Burns
- Fred Kelsey : Tom Horan